# (22439) 1996 HL20
1996 إتش أل 20 (ويعرف أيضًا باسم (22439) 1996 إتش أل 20 وفق تسمية الكوكب الصغير) (بالإنجليزية: 1996 HL20)‏ هو كويكب ضمن حزام الكويكبات؛ وترتيبه 22439 من حيث الاكتشاف.
اكتُشف هذا الجُرم الفلكي بواسطة إيريك والتر إلست في 18 أبريل 1996.

## وصلات خارجية
- (22439) 1996 HL20 في قاعدة بيانات مختبر الدفع النفاث لأجرام النظام الشمسي الصغيرة

- الاكتشاف · مخطط المدار ·  العناصر المدارية · المعلمات المادية

- (22439) 1996 HL20 على موقع ويكي سكاي: DSS2, SDSS, GALEX, IRAS, Hydrogen α, X-Ray, Astrophoto, Sky Map, Articles and images